# التهيئة الإقليمية
التهيئة الإقليمية هي عملية تنظيمية للمظاهر الجغرافية البشرية والاقتصادية على المستوى الإقليمي أي بوضع خطة ومعايير تأخذ بعين الاعتبار الظروف الطبيعية، البشرية والموارد الاقتصادية.